# Glutaraldehyd
Glutaraldehyd, systematisch als 1,5-Pentandial bezeichnet, ist eine farblose und bei Raumtemperatur flüssige chemische Verbindung mit einem scharfen, unangenehmen Geruch. Sie besteht aus einer linearen Kette von fünf Kohlenstoffatomen mit jeweils einer Aldehyd-Gruppe an beiden Enden. Glutaraldehyd ist also der Dialdehyd des n-Pentans. Auf Grund seiner hohen Reaktivität ist er im Handel nicht als Reinsubstanz, sondern nur in Form meist wässriger Lösungen erhältlich.

## Darstellung
Glutaraldehyd wird durch Gasphasenoxidation von Cyclopenten produziert. Alternativ erhält man durch eine Diels-Alder-Reaktion von Acrolein mit Methylvinylether 3,4-Dihydro-2-methoxy-2H-pyran, das unter sauren Bedingungen zu Glutaraldehyd hydrolysiert wird.

## Verwendung
Glutaraldehyd taucht als Zwischenprodukt im industriellen Herstellungsprozess einiger Chemikalien auf und wird direkt eingesetzt:
- um medizinische und dentale Gerätschaften zu desinfizieren.
- in der Wasserbehandlung für industrielle Zwecke, zum Beispiel Hydraulic Fracturing
- als Desinfektionsmittel für Industrieanlagen, z. B. Pipelines oder Produktionsanlagen der kosmetischen Industrie
- als Zusatz in Reinigungsmitteln
- als chemisches Konservierungsmittel
- als Gerbstoff von Leder
- als Einbalsamierungsflüssigkeit (Fixiermittel) für Gewebe in der Lichtmikroskopie und der Elektronenmikroskopie
- als Cross-linker beim Beschichten von ELISA-Platten mit Peptiden
- als Quervernetzer zwischen Proteinen. Bei einer Immobilisierung durch Quervernetzung wird ein Enzym durch den bifunktionalen Glutaraldehyd kovalent gebunden, indem die beiden reaktiven Aldehydgruppen mit je einer freien Aminogruppe des Enzyms verknüpft werden. Ziel ist die Steigerung der biologischen Halbwertszeit durch eine Erhöhung der mechanischen und thermischen Stabilität und eine Minderung der Proteolyse.
- als umstrittener Pflanzendünger (Kohlenstoffquelle) mit leicht algizider Wirkung in der Aquaristik

## Sicherheitshinweise
Glutaraldehyd ist giftig und verursacht schwerwiegende Augen-, Nasen-, Hals- und Lungenreizungen, die mit Kopfschmerzen, Benommenheit und Schwindel einhergehen.

## Ökologische Relevanz
Glutaraldehyd ist vor allem für Wasserorganismen stark giftig.
Anfang 2008 wurde durch Presseberichte bekannt, dass das vom Energiekonzern Gazprom geführten Nord-Stream-Konsortium erwog, die neu gebaute Ostsee-Pipeline mittels wässriger Glutaraldehydlösung ungenannter Konzentration zu säubern. Diese Planungen wurden jedoch verworfen.